# Che mangino brioche

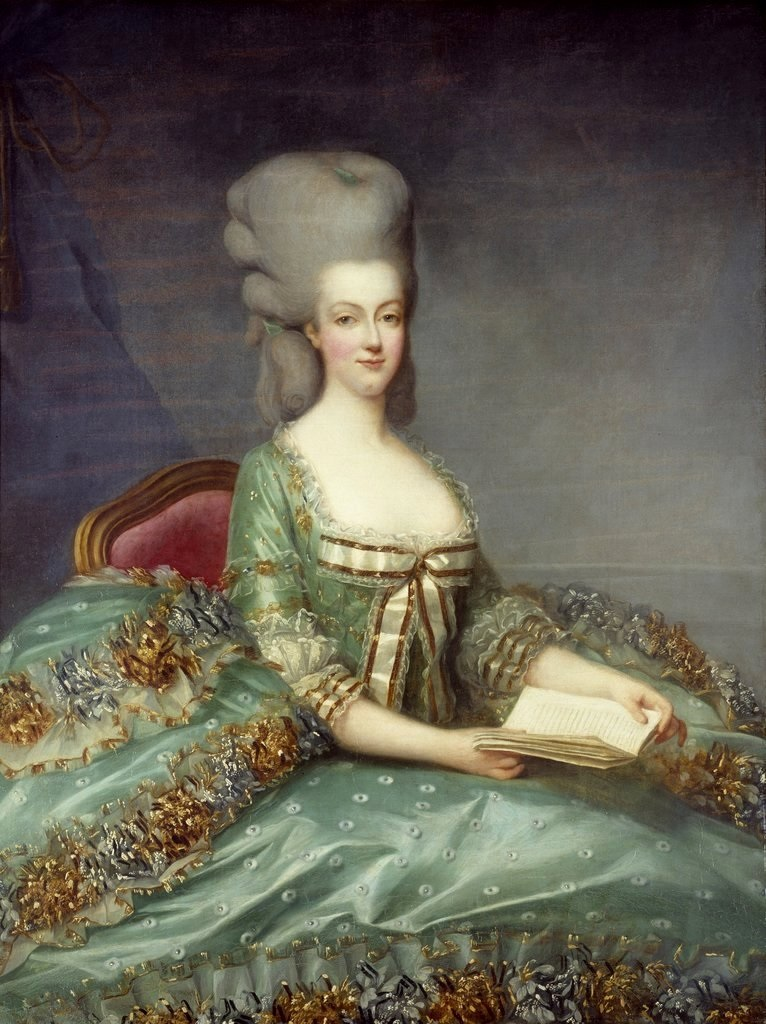
Maria Antonietta

La frase «Se non hanno più pane, che mangino brioche» (in francese S'ils n'ont plus de pain, qu'ils mangent de la brioche) è falsamente attribuita dalla tradizione a Maria Antonietta d'Asburgo-Lorena, che l'avrebbe pronunciata riferendosi al popolo affamato, durante una rivolta dovuta alla mancanza di pane.
Vale la pena ricordare che in francese brioche è una pasta come quella del pane, ma più soffice e talvolta leggermente speziata. Quella che in Italia è chiamata impropriamente brioche, in francese ricade in una categoria di prodotti da forno chiamata viennoiserie – che comprende i croissant dolci o salati, i pain chocolat, i pain confiture, le sfogliatelle...
In realtà la frase è sicuramente precedente: infatti, nel Libro VI delle Confessioni, pubblicate postume nel 1782, Jean-Jacques Rousseau afferma che nel 1741 si trovava da Madame de Mably e, non volendo entrare in panetteria vestito in maniera elegante poiché sarebbe stato considerato poco consono, racconta questo aneddoto:
(Jean Jacques Rousseau, Le confessioni)

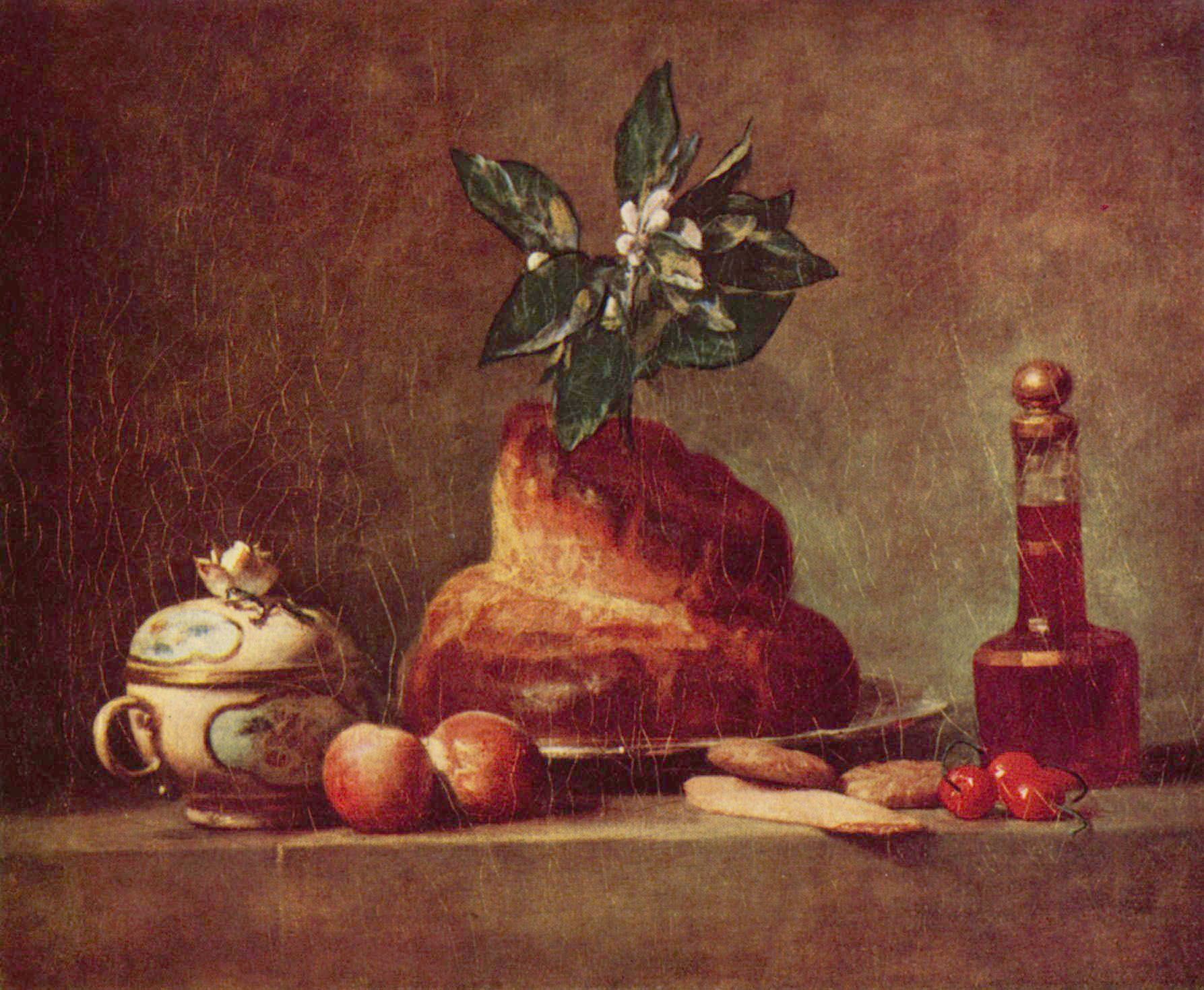
La brioche, Jean-Baptiste-Siméon Chardin, 1763

La principessa a cui fa riferimento non può essere Maria Antonietta, poiché quest'ultima nacque nel 1755 e sarebbe giunta in Francia soltanto nel 1770. È possibile che i detrattori di Maria Antonietta abbiano in un secondo momento identificato la principessa del brano con la regnante austriaca per delegittimarla agli occhi dell'opinione pubblica.
Quindici anni prima della pubblicazione delle Confessioni di Rousseau, il marchese Louis-Antoine Caraccioli aveva attribuito la frase a una «Grande-Duchesse de Toscane» che, a chi non aveva pane, consigliava un pasticcio di carne («croûte de pâté»).

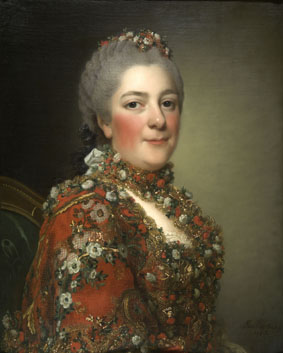
Vittoria di Borbone.

L'espressione è stata anche attribuita, con alcune varianti, ad altri personaggi. È il caso di Vittoria, figlia di Luigi XV (che avrebbe suggerito al popolo di mangiare la crosta dei pasticci di carne): anche in questo caso, alla luce della testimonianza di Rousseau, l'attribuzione è anacronistica. 
All'intendente generale Joseph François Foullon, una delle prime vittime della Rivoluzione francese, una voce ascriveva invece l'esclamazione sprezzante Si cette canaille n'a pas de pain, qu'elle mange du foin («Se questa canaglia non ha pane, che mangi fieno»).
Un'eco della frase si trova nella conclusione dello stornello C'era una volta di Francesco Dall'Ongaro, del 1849:
(Francesco Dall'Ongaro)

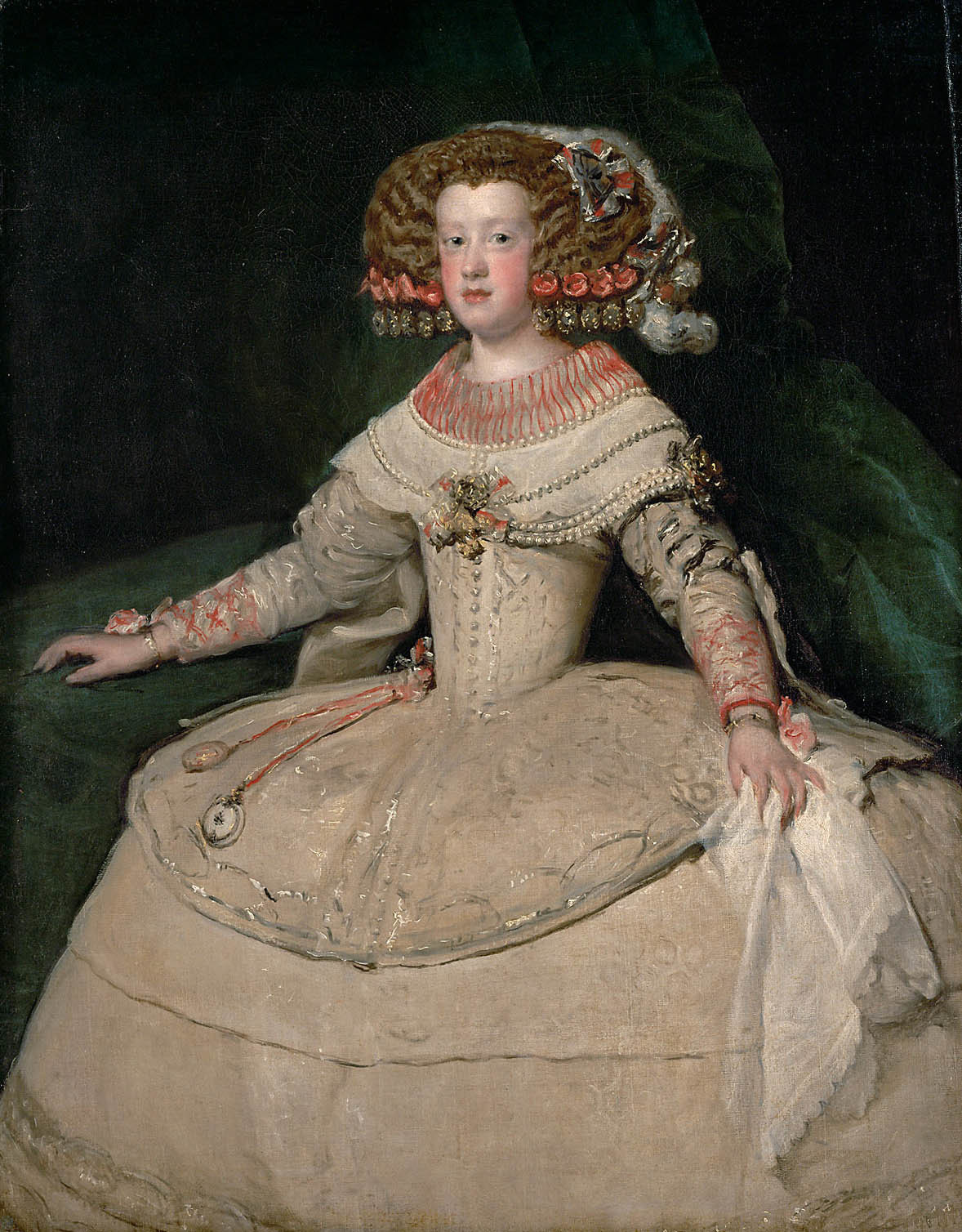
Diego Velázquez, Ritratto dell'infanta María Teresa di Spagna, 1652-53, Kunsthistorisches Museum, Vienna.

Secondo la storica Antonia Fraser, la «grande principessa» di cui parla Rousseau andrebbe identificata in Maria Teresa d'Austria, infanta di Spagna e moglie di Luigi XIV.
In assenza di riscontri negli scritti dell'epoca, Paul Johnson ritiene invece trattarsi di un aneddoto inventato di sana pianta da Rousseau stesso.
Per altri, infine, l'espressione ha origine molto più remota: sarebbe stata pronunciata da un antico imperatore cinese il quale, di fronte alle sofferenze del suo popolo che pativa l'insufficienza del riso, avrebbe detto: «Perché non mangiano carne?».
In conclusione, fra il XVIII e il XIX secolo fiorirono diverse varianti, poco credibili o chiaramente false, di una stessa storia, e quasi tutte le figure, cui questo tipo di storie denigratorie era attribuito, erano donne.